# Yakum
Yakum (hebreo: יָקוּם, lit. "Él se levantará", derivado de la frase bíblica: "El pueblo de Israel se levantará y será redimido") es un kibbutz situado en el Distrito Central de Israel, al sur de Netanya. Pertenece a la jurisdicción del Concejo Regional Hof HaSharon y tenía una población de 600 habitantes (2008).

## Geografía
Yakum se encuentra en la parte central del Distrito Central, a unos 30 km de Tel Aviv, y sólo 5 km de los suburbios del sur de Netanya.

## Historia
En 1934 un grupo de jóvenes inmigrantes alemanes se reunieron en el kibutz Ein Jarod para formar el grupo para el nuevo kibutz. En 1938 fue fundado como Yakum kibutz Eretz Israel Dalet en la ciudad de Hadera. Sin embargo, el kibutz no se le asignó ninguna tierra hasta 1947 (cuando parte de la tierra cerca de Wadi Falik fue designado para el establecimiento del kibutz). 
En 1947, el kibutz se estableció finalmente en su ubicación actual, y fue nombrado "Yakum" por el Comité Central de nombres de Israel. Los miembros no les gustaba el nombre y realizaron un pedido a la comisión para que lo cambie (En una reunión del kibutz, el 5 de mayo de 1947), otros nombres fueron propuestos por los miembros, pero la comisión rechazó la apelación, y se quedó con el nombre actual.

## Economía
El kibutz tuvo problemas financieros durante los primeros años ya que dependía del cultivo de las naranjas , la ganadería de vacas lecheras, el cultivo de cosechas del campo y la minería "ZIF-ZIF" (utilizado como arena en la construcción).
La agricultura era la ocupación principal del kibutz hasta 1964, cuando el kibutz adquirió una pequeña fábrica de plásticos .  Esta fue el arranque para el proceso de industrialización del kibutz, un proceso que está entrando en su segunda etapa en los últimos años, Yakum está reralizando nuevas iniciativas industriales como el Europark, el gas y la estación de servicio, y empresas de bienes raíces.
En 1947, el kibutz operaba una pequeña fábrica de armas (Fabricación de armas de fuego marca Sten).
En 1964, el kibutz establecido "Plastiv" (Fábrica de moldeo plástico por inyección), años más tarde firmó contratos con "plásticos Reid" para la fabricación y distribución de contenedores de Lexan, y con "Elopak", una empresa noruega , para la fabricación y distribución de tapones de plástico para envases .
En 1992, los miembros del kibutz Yakum iniciaron el proceso de privatización. El proceso se inició con el fin de proporcionar a los miembros del kibutz, recursos financieros suficientes para adquirir servicios anteriormente proporcionados libres de pago,por la comunidad, tales como: ropa, muebles, electrodomésticos, y alimentos.
Yakum es ahora un colectivo industrial, y trata de tomar ventajas de su negocio de bienes raíces sobre el de la agricultura. La principal fuente de ingresos son los salarios percibidos por los miembros, que trabajan  para empresas  fuera del kibutz.

## Lugares de interés
Yad Recha Frier es un edificio de centros culturales (nombre en memoria de Recha Freier, una heroína de la aliá de los jóvenes durante la Segunda Guerra Mundial). El centro está dedicado a la educación de los jóvenes sobre la historia de Europa Central. En él se realizan actividades de los grupos del Movimiento Kibutz y es la sede de la Orquesta de Aliá de la Juventud.
- Datos: Q2916641
- Multimedia: Yakum / Q2916641

1. ↑  Worldpostalcodes.org,código postal n.º 60972.